# مارك تشنغ
مارك تشنغ (بالصينية: 鄭浩南) هو ممثل صيني، ولد في 6 أكتوبر 1964 بهونغ كونغ في الصين.

## وصلات خارجية
- مارك تشنغ على موقع IMDb (الإنجليزية)
- مارك تشنغ على موقع ميوزك برينز (الإنجليزية)
- مارك تشنغ على موقع قاعدة بيانات الفيلم (الإنجليزية)